# Mu Di
Mu Di (xinès simplificat: 牧笛, pinyin: Mùdí) és un curtmetratge xinés d'animació produït pel Shanghai Animation Film Studio, sota la direcció del mestre d'animació Te Wei.

## Història
La pel·lícula no conté cap diàleg. L'animació és essencialment pintura xinesa en moviment, en la línia de l'estil nacional del Cinema d'animació xinés, i concretament del Shuimo Donghua. La narrativa posa un gran èmfasi en la melodia de la flauta, La melodia de la qual va ser interpretada pel solista de flauta de bambú més famós de la Xina en aquell moment, Lu Chunling.
Pel que fa l'art, i de la mateixa manera que a Xiao kedou zhao mama s'inspiraren en l'obra de Qi Baishi, en Mu Di seria l'art de Li Keran el que serviria d'inspiració per a l'escenografia.
La història tracta d'un jove pastor de vaques amb una extraordinària habilitat per tocar la flauta, que va acompanyat del seu fidel búfal d'aigua. El xicon s'adorm en un arbre, i somia que ha perdut el búfal. La seqüència de somnis comença amb la caiguda de les fulles que es converteixen en papallones i condueixen gradualment el pastor de vaques a una bonica vall plena de boira. Allà el búfal es nega a moure's del seu amagatall, deixant que el pastor de vaques trobe una solució musical alternativa al seu problema.

## Legat
Mu Di s'ha publicat en DVD a la Xina com a part del conjunt de la col·lecció Te Wei d'animació clàssica xinesa. Està disponible per a streaming a la plataforma iQIYI
Més d'una dècada després de la seua finalització, la pel·lícula guanyaria un premi al Festival Internacional de Cinema d'Odense el 1979.